# レッドジェネシス
レッドジェネシス（英: Red Genesis、2018年3月17日 - ）は、日本の競走馬。2021年の京都新聞杯の勝ち馬である。
馬名の由来は「冠名＋創世記、起源」。

## 戦績

### デビュー前
2018年3月17日、北海道安平町のノーザンファームで誕生。一口馬主法人東京ホースレーシングから総額7,000万円（一口175,000円×400口）で募集された。ノーザンファーム早来で育成の後、栗東の友道康夫厩舎に入厩した。

### 2歳（2020年）
7月19日に阪神競馬場で行われた2歳新馬戦に福永祐一鞍上で出走。単勝1.7倍の断然人気に推されたが3着に敗れる。その後人気に推されながら勝ちきれない競馬が続くも、川田将雅鞍上で出走した4戦目の未勝利戦で初勝利を挙げた。

### 3歳（2021年）
昇級初戦となるフリージア賞（1勝クラス）は6着に敗れる。しかし次走のゆきやなぎ賞はロングスパートから2着に4馬身差を付ける快勝で2勝目を挙げた。
次走には重賞初挑戦となる京都新聞杯を選択。モーリスとシーザリオの仔ルペルカ－リア、同条件の大寒桜賞を制したマカオンドールと自身含めた3頭が人気を集める中で3番人気に推されると、レースでは中団追走から直線で脚を伸ばし、最後は逃げ粘るルペルカ－リアを3/4馬身差で捕らえきって優勝。重賞初制覇を果たした。この勝利で鞍上の川田将雅はJRA通算1600勝、管理する友道康夫調教師はJRA通算600勝を達成した。初のGI挑戦となった東京優駿は横山典弘に乗り替りとなる。出遅れ気味にスタートを切ると、そのまま離れた最後方からレースを進め最後の直線は内を割って追い込んだが11着に敗れた。
夏は休養し神戸新聞杯から始動、鞍上は藤岡康太に乗り替わる。10頭立て5番人気だったが、不良馬場のなか後方から直線で内をついて抜け出し、ステラヴェローチェに半馬身交わされるものの2着に入った。川田将雅に鞍上が戻った菊花賞は1番人気に推された。レースは後方2番手から追い込みに懸けたが、伸びを欠いて13着に敗れた。敗因として川田は前走の疲れが出たとコメントしている。

### 4歳（2022年）
2021年の菊花賞の大敗後は年内全休し、2022年は2月13日に行われた京都記念を始動戦として選択。鞍上には神戸新聞杯で2着に好走した藤岡康太が選ばれた。当日は前年のオークス馬ユーバーレーベンに続く2番人気に支持された。まずまずのスタートを決めると終始最後方につけ、第3コーナーに入ろうとするあたりで捲りをかけ、一時は中団先頭の位置までにつけたものの、4コーナーに差し掛かった時点でズルズルと後退していき、直線では全く見せ場のないまま最下位に敗れた。鞍上の藤岡は「3コーナーで気の悪さを出して突っ張ってしまって…。いい時に乗せていただいたのに申し訳ありません」とコメントした。その後は初めてのブリンカーを試し、大阪杯に出走したが、近二走の大敗の影響を受けてオッズは12番人気にとどまり、本番も最後方集団から抜け出せず、上がり35.4Fの脚で追い上げたものの全く届かず13着にまたも大敗。一時放牧をはさみ、夏季初戦で初コンビとして鞍上に三浦皇成を迎え七夕賞に出走。全16頭中10番人気に支持される。スタート後に他馬とぶつかるが、なんとか体勢を立て直し後方からのレースを進めた。3コーナーに入ろうというあたりで捲りをかけたものの、中団に迫ったところでまた後退していき、直線も鞍上の懸命のムチ入れも虚しく15着に敗退。鞍上の三浦は「ゲートはいつもより出たのですが、両サイドから挟まれてしまいました。小回りの福島は合っていないかもしれません」と振り返った。その後新潟記念に内田博幸を背に出走するもまた16着と惨敗。その後は自身初ダートなる11月27日に行われたカノープスステークスに出走。鞍上はまた藤岡康太に戻ったが、こちらもまた12番人気の12着と完敗。結局このあと年内にレースには出走せず、前年度から一勝を上げるどころか全て10着以下で終わり、前年の神戸新聞杯2着、菊花賞1番人気馬とは思えないような不遇の4歳時を過ごした。

### 5歳（2023年）～6歳（2024年）
前走後長期休養に入り、その間去勢されセン馬となる。11月18日に行われたアンドロメダステークスで約1年ぶりに復帰するも12着、続く12月2日中山競馬場で行われたステイヤーズステークスに出走するも同じく12着に終わる。2024年に入り、2度目のダート挑戦となった2月24日の仁川ステークスではブービーの15着。3月10日の金鯱賞で9着に敗れたのを最後に現役を引退、3月16日付けでJRAの競走馬登録を抹消された。引退後は長崎県のNPO法人長崎流鏑馬保存会で繋養される。

## 競走成績
以下の内容はnetkeiba.comの情報に基づく。
| 競走日     | 競馬場 | 競走名        | 格   | 距離（馬場）  | 頭 数 | 枠 番 | 馬 番 | オッズ （人気） | 着順 | タイム （上り3F） | 着差 | 騎手      | 斤量 [kg] | 1着馬（2着馬）         | 馬体重 [kg] |
| ---------- | ------ | ------------- | ---- | ------------- | ----- | ----- | ----- | --------------- | ---- | ----------------- | ---- | --------- | --------- | ---------------------- | ----------- |
| 2020.07.19 | 阪神   | 2歳新馬       |      | 芝2000m（良） | 12    | 3     | 3     | 001.70（1人）   | 03着 | R2:04.8（36.1）   | -0.7 | 0福永祐一 | 54        | ラーゴム               | 476         |
| 0000.08.22 | 小倉   | 2歳未勝利     |      | 芝1800m（良） | 16    | 3     | 6     | 002.10（1人）   | 03着 | R1:48.4（36.0）   | -0.8 | 0福永祐一 | 54        | サウンドウォリアー     | 472         |
| 0000.11.22 | 阪神   | 2歳未勝利     |      | 芝1800m（良） | 13    | 7     | 10    | 003.90（1人）   | 04着 | R1:47.0（33.6）   | -0.2 | 0川田将雅 | 55        | エイカイファントム     | 484         |
| 0000.12.05 | 阪神   | 2歳未勝利     |      | 芝1800m（良） | 11    | 7     | 9     | 001.70（1人）   | 01着 | R1:47.5（34.0）   | -0.0 | 0川田将雅 | 55        | （イッツマイドリーム） | 482         |
| 2021.02.20 | 東京   | フリージア賞  | 1勝  | 芝2000m（良） | 14    | 7     | 12    | 005.20（2人）   | 06着 | R2:00.8（35.5）   | -0.5 | 0川田将雅 | 56        | レインフロムヘヴン     | 488         |
| 0000.03.13 | 阪神   | ゆきやなぎ賞  | 1勝  | 芝2400m（稍） | 11    | 7     | 9     | 002.80（1人）   | 01着 | R2:27.9（36.0）   | -0.7 | 0川田将雅 | 56        | （リーブルミノル）     | 488         |
| 0000.05.08 | 中京   | 京都新聞杯    | GII  | 芝2200m（良） | 11    | 8     | 10    | 004.30（3人）   | 01着 | R2:11.2（35.3）   | -0.1 | 0川田将雅 | 56        | （ルペルカーリア）     | 488         |
| 0000.05.30 | 東京   | 東京優駿      | GI   | 芝2400m（良） | 17    | 6     | 12    | 057.0（13人）   | 11着 | R2:23.6（33.7）   | -1.1 | 0横山典弘 | 57        | シャフリヤール         | 490         |
| 0000.09.26 | 中京   | 神戸新聞杯    | GII  | 芝2200m（不） | 10    | 7     | 7     | 026.50（5人）   | 02着 | R2:18.0（35.9）   | -0.0 | 0藤岡康太 | 56        | ステラヴェローチェ     | 490         |
| 0000.10.24 | 阪神   | 菊花賞        | GI   | 芝3000m（良） | 18    | 3     | 5     | 003.90（1人）   | 13着 | R3:06.3（35.1）   | -1.7 | 0川田将雅 | 57        | タイトルホルダー       | 494         |
| 2022.02.13 | 阪神   | 京都記念      | GII  | 芝2200m（稍） | 13    | 7     | 10    | 006.10（2人）   | 13着 | R2:13.8（35.6）   | -1.9 | 0藤岡康太 | 56        | アフリカンゴールド     | 502         |
| 0000.04.03 | 阪神   | 大阪杯        | GI   | 芝2000m（良） | 16    | 1     | 2     | 111.6（12人）   | 13着 | R1:59.4（35.3）   | -1.0 | 0藤岡康太 | 57        | ポタジェ               | 498         |
| 0000.07.10 | 福島   | 七夕賞        | GIII | 芝2000m（良） | 16    | 4     | 7     | 021.5（10人）   | 15着 | R1:59.7（35.8）   | -1.9 | 0三浦皇成 | 56.5      | エヒト                 | 500         |
| 0000.09.04 | 新潟   | 新潟記念      | GIII | 芝2000m（良） | 18    | 2     | 3     | 063.0（14人）   | 16着 | R2:00.4（34.6）   | -1.5 | 0内田博幸 | 56.5      | カラテ                 | 504         |
| 0000.11.27 | 阪神   | カノープスS   | OP   | ダ2000m（稍） | 16    | 5     | 10    | 040.6（12人）   | 12着 | R2:06.2（39.3）   | -2.5 | 0藤岡康太 | 56.5      | ウシュバテソーロ       | 498         |
| 2023.11.18 | 京都   | アンドロメダS | L    | 芝2000m（稍） | 16    | 3     | 6     | 111.2（13人）   | 12着 | R2:00.9（35.3）   | -1.7 | 0小崎綾也 | 57        | ディープモンスター     | 486         |
| 0000.12.02 | 中山   | ステイヤーズS | GII  | 芝3600m（良） | 16    | 4     | 8     | 262.0（16人）   | 12着 | 03:47.8（35.3）   | -2.4 | 0小崎綾也 | 57        | アイアンバローズ       | 484         |
| 2024.02.24 | 阪神   | 仁川S         | L    | ダ2000m（稍） | 16    | 5     | 10    | 274.7（15人）   | 15着 | R2:08.9（41.4）   | -4.1 | 0角田大和 | 56        | ダイシンピスケス       | 504         |
| 0000.03.10 | 中京   | 金鯱賞        | GII  | 芝2000m（良） | 13    | 8     | 13    | 362.4（13人）   | 09着 | R1:59.5（35.8）   | -1.9 | 0角田大和 | 57        | プログノーシス         | 498         |

## 血統表
| レッドジェネシスの血統            | レッドジェネシスの血統                                 | レッドジェネシスの血統 | （血統表の出典）      | （血統表の出典） |
| 父系                              | サンデーサイレンス系                                   | サンデーサイレンス系   | サンデーサイレンス系  | [ § 2 ]          |
| 父 ディープインパクト 2002 鹿毛   | 父の父*サンデーサイレンス Sunday Silence 1986 青鹿毛   | Halo 1969              | Hail to Reason        | Hail to Reason   |
| 父 ディープインパクト 2002 鹿毛   | 父の父*サンデーサイレンス Sunday Silence 1986 青鹿毛   | Halo 1969              | Cosmah                |                  |
| 父 ディープインパクト 2002 鹿毛   | 父の父*サンデーサイレンス Sunday Silence 1986 青鹿毛   | Wishing Well 1975      | Understanding         | Understanding    |
| 父 ディープインパクト 2002 鹿毛   | 父の父*サンデーサイレンス Sunday Silence 1986 青鹿毛   | Wishing Well 1975      | Mountain Flower       |                  |
| 父 ディープインパクト 2002 鹿毛   | 父の母*ウインドインハーヘア Wind in Her Hair 1991 鹿毛 | Alzao 1980             | Lyphard               | Lyphard          |
| 父 ディープインパクト 2002 鹿毛   | 父の母*ウインドインハーヘア Wind in Her Hair 1991 鹿毛 | Alzao 1980             | Lady Rebecca          |                  |
| 父 ディープインパクト 2002 鹿毛   | 父の母*ウインドインハーヘア Wind in Her Hair 1991 鹿毛 | Burghclere 1977        | Busted                | Busted           |
| 父 ディープインパクト 2002 鹿毛   | 父の母*ウインドインハーヘア Wind in Her Hair 1991 鹿毛 | Burghclere 1977        | Highclere             |                  |
| 母 *リュズキナ Ryzhkina 2008 栗毛 | 母の父Storm Cat 1983 黒鹿毛                            | Storm Bird             | Northern Dancer       | Northern Dancer  |
| 母 *リュズキナ Ryzhkina 2008 栗毛 | 母の父Storm Cat 1983 黒鹿毛                            | Storm Bird             | South Ocean           |                  |
| 母 *リュズキナ Ryzhkina 2008 栗毛 | 母の父Storm Cat 1983 黒鹿毛                            | Terlingua              | Secretariat           | Secretariat      |
| 母 *リュズキナ Ryzhkina 2008 栗毛 | 母の父Storm Cat 1983 黒鹿毛                            | Terlingua              | Crimson Saint         |                  |
| 母 *リュズキナ Ryzhkina 2008 栗毛 | 母の母Lucky 2001 鹿毛                                  | Sadler's Wells         | Northern Dancer       | Northern Dancer  |
| 母 *リュズキナ Ryzhkina 2008 栗毛 | 母の母Lucky 2001 鹿毛                                  | Sadler's Wells         | Fairy Bridge          |                  |
| 母 *リュズキナ Ryzhkina 2008 栗毛 | 母の母Lucky 2001 鹿毛                                  | Zummerudd              | Habitat               | Habitat          |
| 母 *リュズキナ Ryzhkina 2008 栗毛 | 母の母Lucky 2001 鹿毛                                  | Zummerudd              | Ampulla               |                  |
| 母系(F-No.)                       | (FN:7)                                                 | (FN:7)                 | (FN:7)                | [ § 3 ]          |
| 5代内の近親交配                   | Northern Dancer 5×4･4                                  | Northern Dancer 5×4･4  | Northern Dancer 5×4･4 | [ § 4 ]          |
| 出典                              | 1. 2. 3. 4.                                            | 1. 2. 3. 4.            | 1. 2. 3. 4.           | 1. 2. 3. 4.      |

- 母の全兄に1997年アイルランドインターナショナルステークス、1998年2000ギニー勝ち馬のキングオブキングスがいる。